# Хайльброннская высшая школа
Хайльброннская высшая школа (англ. Heilbronn University of Applied Sciences, нем. Hochschule Heilbronn) — немецкий университет прикладных наук с кампусами в Хайльбронн-Зонтхайме, в центре Хайльбронна, в Кюнцельзау и Швебиш-Халль.
ВУЗ находится в государстве (земле) Баден-Вюртемберг.

## Хронология
- 1961 год, 17 апреля — основана Государственная инженерная школа в Хайльбронне (нем. Staatliche Ingenieurschule Heilbronn)
- 1969 год — наряду с четырьмя техническими курсами, учредили пятый экономический курс
- 1971 год — переименовали в высшую профессиональную школу (нем. Fachhochschule Heilbronn)
- 1988 год — открыли внешний кампус в Кюнцельзау
- 2004 год — начали применять систему бакалавриата/магистратуры[5]
- 2005 год — переименовали в высшую школу (нем. Hochschule Heilbronn)
- 2009 год — открыли внешний кампус в Швебиш-Халлье

## Структура

### Факультеты[6]
- Факультет механики и электронной инженерии
- Факультет промышленной и технологической инженерии
- Факультет бизнеса и управления транспортом
- Факультет международного бизнеса
- Факультет экономики и инженерии
- Факультет менеджмента и продаж